# 木口重彦
木口 重彦（きぐち しげひこ、出生名：九一、読み：きゅういち、1883年（明治16年）8月22日 - 不明 ）は、日本の実業家である。軍需工場でもあった日本加工織布の取締役。岡山県総社市出身。

## 経歴

### 生い立ち
1883年（明治16年）8月、岡山県吉備郡久代村（現：総社市）で父・木口豊三郎、母・仲の長男として出生。1901年に旧制高梁中学（現：岡山県立高梁高等学校）卒業を経て、早稲田大学政治経済学科へ入学し、1904年（明治37年）、20歳で卒業した。1928年（昭和3年）父の死去と共に、45歳で木口家の家督を相続し、名前を九一から重彦へ改名している。

### 大学卒業後
大学卒業後、実業界に実を投じ、貿易会社であった第一洋行の取締役となり、その後、1918年（大正7年）35歳のときに太陽製帽の支配人を務めている。1919年（大正8年）12月に防水布やベルトを製造する日本加工織布の設立に出資し、同社の常務取締役となるが、第一洋行の監査役として席を置いていた。1937年（昭和12年）には、ライト自動車製造（後のライト自動車工業、戦後破産）の取締役にもなっている。第二次世界大戦が激化するにともない、次第に国策として軍事物資（防毒衣等）を日本加工織布の小田原工場で生産するようになる。このため、後には勤労動員工場としても指定された。
1938年（昭和13年）には、社名を日加工業へ変更した。なお、同企業には、後に映画『機動戦士ガンダム』の監督として有名になった富野由悠季の父が、同社の小田原工場で働いていた。
また、木口はプライベートで、旅行と歌謡曲を好んだ。早稲田卒業後も、早稲田大学の校友会倶楽部（現：永楽倶楽部）へ所属していた。

## 家族
- 父親 - 豊三郎
- 母親 - 仲（1857年（安政4年）2月生）河合房次郎の長女[3]。
- 妻 - 房子（1891年（明治24年）5月生）順正高等女学校卒（現：岡山県立高梁高等学校）市川久平の長女[4]。
- 子供 - 俊子（長女：1912年（明治45年）6月生）三輪田高等女学校→日本女子大学卒。徳島県出身の三浦實の妻[4]。
- 子供 - 正彦（長男：1914年（大正3年）7月生）早稲田大学卒。
- 子供 - 武彦（次男：1917年（大正6年）12月生）早稲田大学卒。
- 子供 - 寛子（三女：1922年（大正11年）1月生）三輪田高等女学校卒（現：三輪田学園中学校・高等学校）。